# Keke Coutee
Key’vantanie „Keke“ Coutee (geboren am 14. Januar 1997 in Lufkin, Texas) ist ein US-amerikanischer American-Football-Spieler auf der Position des Wide Receivers. Er spielte College Football für die Texas Tech University und stand von 2018 bis 2020 bei den Houston Texans in der National Football League (NFL) unter Vertrag. Anschließend spielte Coutee zwei Jahre lang für die Indianapolis Colts.

## College
Coutee besuchte die Highschool in seiner Heimatstadt Lufkin, Texas. Ab 2015 ging er auf die Texas Tech University, um College Football für die Texas Tech Red Raiders zu spielen. Als Freshman kam er vereinzelt zum Einsatz und fing in 13 Spielen elf Pässe für 105 Yards. In der Saison 2016 konnte Coutee sich mit 55 gefangenen Pässen für 890 Yards und sieben Touchdowns etablieren. In seinem dritten Jahr am College fing Coutee 93 Pässe für 1429 Yards und 10 Touchdowns. Er wurde in das All-Star-Team der Big 12 Conference gewählt. Coutee wurde auch als Return Specialist eingesetzt und erzielte dabei einen weiteren Touchdown. Mit 1429 Receiving-Yards in einer Saison stellte er den zweitbesten Wert in der Geschichte der Red Raiders auf, lediglich Michael Crabtree kam 2007 auf mehr Yards. Nach der Saison 2017 gab Coutee seine vorzeitige Anmeldung für den NFL Draft bekannt.

## NFL
Coutee wurde im NFL Draft 2018 in der vierten Runde an 103. Stelle von den Houston Texans ausgewählt. Wegen einer Oberschenkelverletzung verpasste er die ersten drei Spiele der Saison 2018. Am vierten Spieltag gab Coutee gegen die Indianapolis Colts sein NFL-Debüt. Beim 37:34-Sieg nach Overtime fing er 11 Pässe für 109 Yards Raumgewinn. Mit elf Catches stellte Coutee einen Rekord für die meisten gefangenen Pässe eines Spielers bei seinem NFL-Debüt seit 1970 auf. In der Woche darauf kam er auf 51 Yards Raumgewinn mit sechs gefangenen Pässen und erzielte seinen ersten Touchdown in der NFL. Wegen erneuten Verletzungsproblemen kam er in der Regular Season nur in sechs Spielen zum Einsatz, in denen er insgesamt 28 Pässe für 287 Yards fing. Bei der Niederlage gegen die Colts in den Play-offs fing Coutee elf Pässe für 110 Yards und den einzigen Touchdownpass der Texans.
Zu Beginn der Saison 2019 verletzte Coutee sich im Preseason-Spiel gegen die Green Bay Packers erneut. Er kam in der Saison 2019 in neun Spielen zum Einsatz, fing 22 Pässe für 254 Yards und erlief einen Touchdown. Bei der Niederlage gegen die Indianapolis Colts am siebten Spieltag verschuldete Coutee mit einem fallengelassenen Pass beim Stand von 23:30 kurz vor Ende der Partie eine Interception, was einer der Gründe war, weswegen er unter anderem in den nächsten beiden Partien nicht eingesetzt wurde.
In der Saison 2020 kam Coutee zunächst kaum zum Einsatz, in den ersten neun Partien fing er nur zwei Pässe am 2. Spieltag. Erst ab Woche 10 spielte er wieder eine Rolle, nachdem Randall Cobb wegen einer Verletzung ausgefallen war, und fing einen Touchdownpass gegen die New England Patriots. Zudem wurde Will Fuller für die letzten fünf Spiele gesperrt, sodass Coutee mehr Einsatzmöglichkeiten bekam. Am 13. Spieltag stellte er mit 141 Receiving-Yards gegen Indianapolis einen neuen Karrierebestwert auf. Weniger erfolgreich für Coutee verlief das Rückspiel gegen die Colts, da ihm beim Stand von 20:27 kurz vor Ende ein Fumble in die Endzone unterlief. Insgesamt fing er in der Saison 33 Pässe für 400 Yards und drei Touchdowns. Am 31. August 2021 entließen die Texans Coutee im Rahmen der Kaderverkleinerung auf 53 Spieler.
Am 2. September 2021 nahmen die Indianapolis Colts Coutee für ihren Practice Squad unter Vertrag. Für das Spiel gegen die San Francisco 49ers in Woche 7 wurde Coutee in den aktiven Kader berufen. Dabei fing er einen Pass für fünf Yards, zudem kam er am 16. Spieltag zum Einsatz, ohne dabei angespielt zu werden. Am 10. Januar 2022 unterschrieb Coutee für die folgende Saison bei den Colts. Er wurde vor der Saison 2022 nicht für den 53-Mann-Kader berücksichtigt und in den Practice Squad aufgenommen. Coutee kam 2022 in sechs Spielen für die Colts zum Einsatz, überwiegend als Punt Returner. Am 13. Dezember 2022 wurde er entlassen, am 29. Dezember aber erneut verpflichtet. Mit dem Ende der Saison lief sein Vertrag aus.
Am 15. Juni 2023 nahmen die New Orleans Saints Coutee unter Vertrag. Am 11. August wurde er noch vor Saisonbeginn wieder entlassen. Zwei Tage später unterschrieb Coutee einen Vertrag bei den Miami Dolphins. Am 28. August wurde er auch von den Dolphins vor Saisonstart entlassen.

### NFL-Statistiken
| 2018                               | Houston Texans     | 6  | 2  | 28 | 287 | 10,3 | 40 | 1 | 0 | 0 |
| 2019                               | Houston Texans     | 9  | 4  | 22 | 254 | 11,5 | 51 | 0 | 1 | 1 |
| 2020                               | Houston Texans     | 8  | 4  | 33 | 400 | 12,1 | 64 | 3 | 4 | 3 |
| 2021                               | Indianapolis Colts | 2  | 0  | 1  | 5   | 5,0  | 5  | 0 | 0 | 0 |
| 2022                               | Indianapolis Colts | 8  | 0  | 1  | 20  | 20,0 | 20 | 0 | 4 | 1 |
| Total                              | Total              | 33 | 10 | 85 | 966 | 11,4 | 64 | 4 | 9 | 5 |
| Quelle: pro-football-reference.com |                    |    |    |    |     |      |    |   |   |   |